# Watowara
Watowara is een bestuurslaag in het regentschap Flores Timur van de provincie Oost-Nusa Tenggara, Indonesië. Watowara telt 1231 inwoners (volkstelling 2010).